# Pedro Navarro jr.
Pedro B. Navarro Jr. (Tagudin (Ilocos Sur), 29 juni 1879 – ?) was een Filipijns componist, dirigent en militaire muzikant.
Navarro speelde als militaire muzikant onder anderen in de militaire muziekkapel van de 29. US Volunteer Band, de 6. US Field Artillery Band en de 30. US Infantry Band. In 1903 werd hij tot dirigent van het Filipijnse politiemuziekkorps (Philippine Constabulary Band) benoemd. Hij is naast anderen (Julian Dacuycuy Sales) medecomponist van het lied Pamulinawen op een tekst van Isidro Castro dat door het Filipijnse politiemuziekkorps tijdens een uitvoering op de Philippine Government Exposition World's Fair, Saint Louis in 1915 in de Verenigde Staten erg populair werd. Tijdens deze tentoonstelling werd Navarro onderscheiden met een eremedaille door de Filipijnse regering. 